# OPRK1
OPRK1 (англ. Opioid receptor kappa 1) – білок, який кодується однойменним геном, розташованим у людей на короткому плечі 8-ї хромосоми. Довжина поліпептидного ланцюга білка становить 380 амінокислот, а молекулярна маса — 42 645.
| 10         |  | 20         |  | 30         |  | 40         |  | 50         |
| ---------- |  | ---------- |  | ---------- |  | ---------- |  | ---------- |
| MDSPIQIFRG |  | EPGPTCAPSA |  | CLPPNSSAWF |  | PGWAEPDSNG |  | SAGSEDAQLE |
| PAHISPAIPV |  | IITAVYSVVF |  | VVGLVGNSLV |  | MFVIIRYTKM |  | KTATNIYIFN |
| LALADALVTT |  | TMPFQSTVYL |  | MNSWPFGDVL |  | CKIVISIDYY |  | NMFTSIFTLT |
| MMSVDRYIAV |  | CHPVKALDFR |  | TPLKAKIINI |  | CIWLLSSSVG |  | ISAIVLGGTK |
| VREDVDVIEC |  | SLQFPDDDYS |  | WWDLFMKICV |  | FIFAFVIPVL |  | IIIVCYTLMI |
| LRLKSVRLLS |  | GSREKDRNLR |  | RITRLVLVVV |  | AVFVVCWTPI |  | HIFILVEALG |
| STSHSTAALS |  | SYYFCIALGY |  | TNSSLNPILY |  | AFLDENFKRC |  | FRDFCFPLKM |
| RMERQSTSRV |  | RNTVQDPAYL |  | RDIDGMNKPV |  |            |  |            |

A: Аланін

C: Цистеїн

D: Аспарагінова кислота

E: Глутамінова кислота

F: Фенілаланін

G: Гліцин

H: Гістидин

I: Ізолейцин

K: Лізин

L: Лейцин

M: Метіонін

N: Аспарагін

P: Пролін

Q: Глутамін

R: Аргінін

S: Серин

T: Треонін

V: Валін

W: Триптофан

Кодований геном білок за функціями належить до рецепторів, g-білокспряжених рецепторів, білків внутрішньоклітинного сигналінгу, фосфопротеїнів. 
Задіяний у такому біологічному процесі, як альтернативний сплайсинг. 
Локалізований у клітинній мембрані.